# Paris-Roubaix 1953

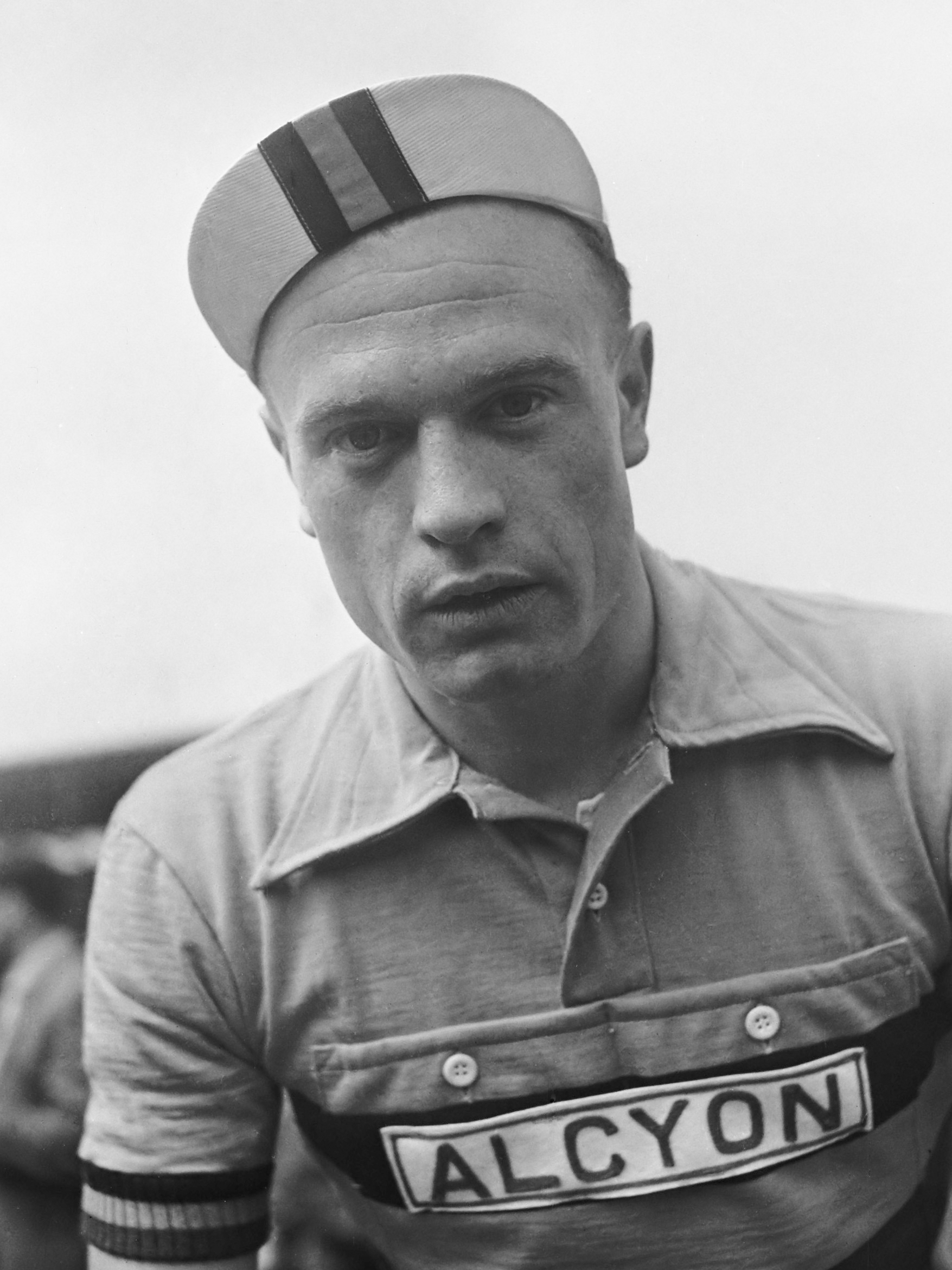
Participanții la Turul Franței, Derijcke (Belgia) - Germain Derycke

Paris-Roubaix 1953 a fost a 51-a ediție a Paris-Roubaix, o cursă clasică de ciclism de o zi din Franța. Evenimentul a avut loc pe 12 aprilie 1953 și s-a desfășurat pe o distanță de 247 de kilometri de la Paris până la velodromul din Roubaix. Câștigătorul a fost Germain Derycke din Belgia.

## Rezultate
| Loc | Ciclist               | Timp       |
| --- | --------------------- | ---------- |
| 1   | Germain Derycke (BEL) | 5h 39' 19" |
| 2   | Donato Piazza (ITA)   | +0' 00"    |
| 3   | Wout Wagtmans (NED)   | +0' 00"    |
| 4   | Louison Bobet (FRA)   | +0' 33"    |
| 5   | Émile Baffert (FRA)   | +0' 33"    |
| 6   | Roger Decock (BEL)    | +0' 14"    |
| 7   | Raymond Impanis (BEL) | +0' 14"    |
| 8   | Désiré Keteleer (BEL) | +0' 14"    |
| 9   | Gilbert Bauvin (FRA)  | +0' 14"    |
| 10  | Maurice Blomme (FRA)  | +0' 14"    |